# Domaine Clarence Dillon
Domaine Clarence Dillon regroupe, au sein d’une même société familiale, des domaines viticoles : Château Haut-Brion (premier cru classé en 1855), Château La Mission Haut-Brion (cru classé de Graves), Château Quintus (saint-émilion grand cru) et Clarendelle, inspiré par Haut-Brion.
Depuis 2015, Domaine Clarence Dillon dispose également d’un lieu parisien, comprenant un restaurant gastronomique (« Le Clarence » doublement étoilé au guide Michelin) et « La Cave du Château », une boutique de vins et spiritueux.

## Histoire
L'entreprise est créée en 1935 par Clarence Douglas Dillon, banquier américain, lors de l’achat du Château Haut-Brion. Clarence Dillon a des origines françaises par sa grand-mère paternelle, née Dillon (ou Dylion), dont il a pris le nom de famille.
Le premier président de la société est le neveu de Clarence Dillon, Seymour Weller, de 1935 à 1975. Pendant ces 40 années, Seymour Weller rénove la propriété qui a souffert des effets de la crise des années 1930 : il fait installer l’électricité, rénove la plomberie, aménage le parc, fait nettoyer les chais et modernise l’équipement.
En 1975, sa cousine Joan Dillon (en), alors Princesse de Luxembourg, lui succède à la présidence de la société. En 1978, devenue veuve, elle épouse Philippe de Noailles, duc de Mouchy qui exerce la fonction de directeur général jusqu’en 2003. Joan de Mouchy continue l’œuvre de son cousin avec l’aide de son mari : elle rénove le château, reconstruit l’orangerie, modernise le cuvier et rénove le chai.
En 1983, Domaine Clarence Dillon acquiert Château La Mission Haut-Brion, propriété voisine avec ses deux crus associés, Château Laville Haut-Brion et Château la Tour Haut-Brion.
En 1991, Joan de Mouchy fait rénover la « Cour des Artisans » du Château Haut-Brion, construire un chai technologique, une tonnellerie et un laboratoire.
En 1993, le Prince Robert de Luxembourg (en), arrière-petit-fils de Clarence Dillon et fils de Joan de Mouchy et de Charles de Luxembourg, entre au Conseil d’administration. En 2002, il devient Directeur général et entreprend des travaux au Château La Mission Haut-Brion. En 2005, il crée la société Clarence Dillon Wines, devenue aujourd'hui l'un des plus importants négociants en vins fins de Bordeaux. 2005 est aussi l'année du lancement du vin Clarendelle, inspiré par Haut-Brion. En 2008, il est nommé président de Domaine Clarence Dillon.
Le conseil d’administration comprend uniquement des membres de la famille Dillon, descendants directs de Clarence Dillon et de ses deux enfants, Douglas et Dorothy. En 2010, Domaine Clarence Dillon et la famille Dillon furent les premiers mécènes « Bâtisseurs d'Honneur » de la Cité du Vin à Bordeaux, qui a ouvert ses portes en 2016. Robert du Luxembourg est membre du Conseil d'administration de la Fondation de La Cité du Vin et président du Comité culturel.
En juin 2011, Domaine Clarence Dillon annonce l'acquisition de Château Tertre Daugay, ancien Premier Cru de Saint-Emilion, et le renomme Château Quintus (en). En 2013, Château Quintus acquiert la propriété voisine, Château L’Arrosée.
Le 17 novembre 2015, Domaine Clarence Dillon étend son activité avec la création de deux nouvelles entités, toutes deux installées au sein de l’Hôtel Dillon, hôtel particulier situé au 31 avenue Franklin D. Roosevelt à Paris. Il comprend :
- un restaurant gastronomique récompensé par 2 étoiles Michelin « Le Clarence » mené par le chef Christophe Pelé
- une boutique, « La Cave du Château », en lien avec un site consacré à la vente de grands formats : Big French Bottle.

En octobre 2018, Robert de Luxembourg et Domaine Clarence Dillon rejoignent Primum Familiæ Vini.
En septembre 2021, le château Grand-Pontet, grand cru classé de Saint-Émilion, est racheté par domaine Clarence Dillon. Le vignoble de 14 hectares est absorbé par celui du château Quintus qui passe de 28 à 42 hectares et réunit ainsi les deux propriétés sous un seul et même nom,.